# Wadel Abdelkader Kamougué
Wadel Abdelkader Kamougué (arabisch وادال ابديلكادير كاموجو, auch Vidal Kamougué Georges; geb. 20. Mai 1939, Bitam, Gabun; gest. 9. Mai 2011) war ein tschadischer Politiker und Militär. Kamougué war eine Führerfigur im Staatsstreich im Tschad 1975 und in der Folge übernahm er verschiedene Ämter in der Regierung und der Legislative des Tschad. Er war Vizepräsident des Tschad (1979–1982) und Präsident der Nationalversammlung des Tschad von 1997 bis 2002. Kamougué war auch Präsident der Union für Erneuerung und Demokratie (Union pour le Rénouveau et la démocratie, URD) und wurde im April 2008 als Verteidigungsminister benannt.

## Leben
Kamougué wurde in Bitam, Gabun, geboren. Er lebte im Süden in der Region Logone Oriental im Tschad. Als Junior Officer war er einer der führenden Militärs des Staatsstreichs, durch welchen der Präsident Ngarta Tombalbaye am 13. April 1975 gestürzt und getötet wurde. Er war dann 1975 bis 1978 Außenminister, sowie Mitglied des Conseil supérieur militaire (CSM, Höheres Militär-Konzil) unter Staatschef Félix Malloum. Kamougué wurde in der Folge Vizepräsident in der Übergangsregierung Gouvernement d’Union Nationale de Transition (GUNT), als Goukouni Oueddei am 10. November 1979 Präsident wurde und blieb in dieser Position, bis die GUNT von Anhängern von Hissène Habré am 7. Juni 1982 aufgelöst wurde, als diese N’Djamena eroberten.
Nachdem Habrés Truppen N’Djamena erobert hatten, behielt Kamougué zunächst noch die Kontrolle über den südlichen Tschad. Er hatte sein Hauptquartier in Moundou und war der Führer eines permanenten Komitees, mit dem er zu einer gemeinschaftlichen Lösung des Konflikts aufrief, was aber von Habré abgelehnt wurde. Am 4. September 1982 verkündete eine Radioübertragung aus N’Djamena, dass Rebellen in Kamougués Einheiten sein Hauptquartier gestürmt hätten, und dass er nach Kamerun geflohen sei.
Kamougué kehrte Anfang 1987 aus dem Exil zurück. Dann wurde er im August 1987 zum Landwirtschaftsminister unter Habré ernannt.
Im April 1993 wurde Kamougué in der Übergangsregierung, die nach der Sovereign National Conference gebildet wurde zum Minister of Civil Service and Labor ernannt. Nach der Entwertung des CFA-Franc im Januar 1994 begann am 26. April 1994 ein Streik der Angestellten im öffentlichen Dienst, die höhere Löhne forderten, um die Entwertung der Währung wett zu machen. Kamougué führte die Verhandlungen mit den Streikenden. Mitten im Streik wurde er jedoch von Präsident Idriss Déby entlassen (17. Mai 1994).
In den Präsidentschaftswahlen 1996 trat Kamougué als Kandidat an und erreichte in der ersten Runde am 2. Juni 12,39 % der Stimmen; in der Stichwahl am 3. Juli siegt Präsident Déby mit 69,09 %.
Nach den Parlamentswahlen 1997 erreichte Kamougués Partei, die Union for Renewal and Democracy, eine Übereinkunft mit Débys herrschender Patriotische Wohlfahrtsbewegung (Mouvement Patriotique de Salut, MPS) am 8. Mai 1997. Demnach sollte Kamougué Präsident der Nationalversammlung werden. Er wurde am 9. Mai gewählt.
Kamougué trat erneut in den Präsidentschaftswahlen im Tschad 2001 an. Im März 2001 war er einer der drei Präsidentschaftskandidaten, die forderten die Wahlen zu verschieben, und die die internationale Gemeinschaft aufforderten Finanzhilfen für die Wahlen zu verzögern. Sie bezeichneten die Wahl als Maskerade und Farce. Die URD entschied sich dann doch gegen einen Boykott der Wahlen und nominierte Kamougué als Kandidaten bei einem ordentlichen Parteikongress Anfang April. Kamougué beschuldigte Déby und die MPS den Tschad auf „katastrophale und desaströse Art zu regieren“ („in a catastrophic and disastrous manner“). Bei den Wahlen, die nach Plan abgehalten wurden, erreichte er den vierten Platz mit 6,02 % der Stimmen. Er blieb Präsident der Nationalversammlung bis 2002. In den Parlamentswahlen im Tschad 2002 wurde er in die Nationalversammlung als Abgeordneter der URD für den Wahlbezirk Sarh im Département Barh Kôh gewählt.
Es gab Berichte, dass Kamougué einer der Oppositionsführer gewesen sei, die in der Schlacht von N’Djamena 2008 zwischen Regierungstruppen und Rebellen in N’Djamena Anfang Februar 2008 festgenommen worden seien. Am 16. Februar 2008 stritt der Kommunikationsminister Hourmadji Moussa Doumgor dies ab und sagte aus, das Kamougué nicht verhaftet worden sei und dass er „sich im Hinterland versteckt halte“. Später wurde öffentlich, dass Kamougué der Verhaftung entkommen war. In einem Statement vom 26. Februar forderten er und ein anderer Oppositionsführer, Saleh Kebzabo, eine „unmittelbare Zusammenrufung eines alle einschließenden nationalen Dialogs“, sowie die Freilassung der drei Oppositionsführer, die verhaftet worden waren, eine internationale Untersuchung der Verhaftungen und eine sofortige Waffenruhe. Kamougué kehrte am 22. März von Kamerun nach N’Djamena zurück, nachdem er Sicherheitsgarantien von den Behörden bekommen hatte.
In der Regierung von Premierminister Youssouf Saleh Abbas, welche am 23. April 2008 eingesetzt wurde, wurde Kamougué zum Verteidigungsminister ernannt. Er war einer von vier Mitgliedern der Oppositionskoalition Coordination of Political Parties for Defense of the Constitution, welche in die Regierung aufgenommen wurde.
Am 9. Mai 2011 verstarb Kamougué bei einer Wahlkampfkampagne im südlichen Tschad für seine Frau, die als Kandidatin in einer Nachwahl antrat.